# Governo da República da Estônia

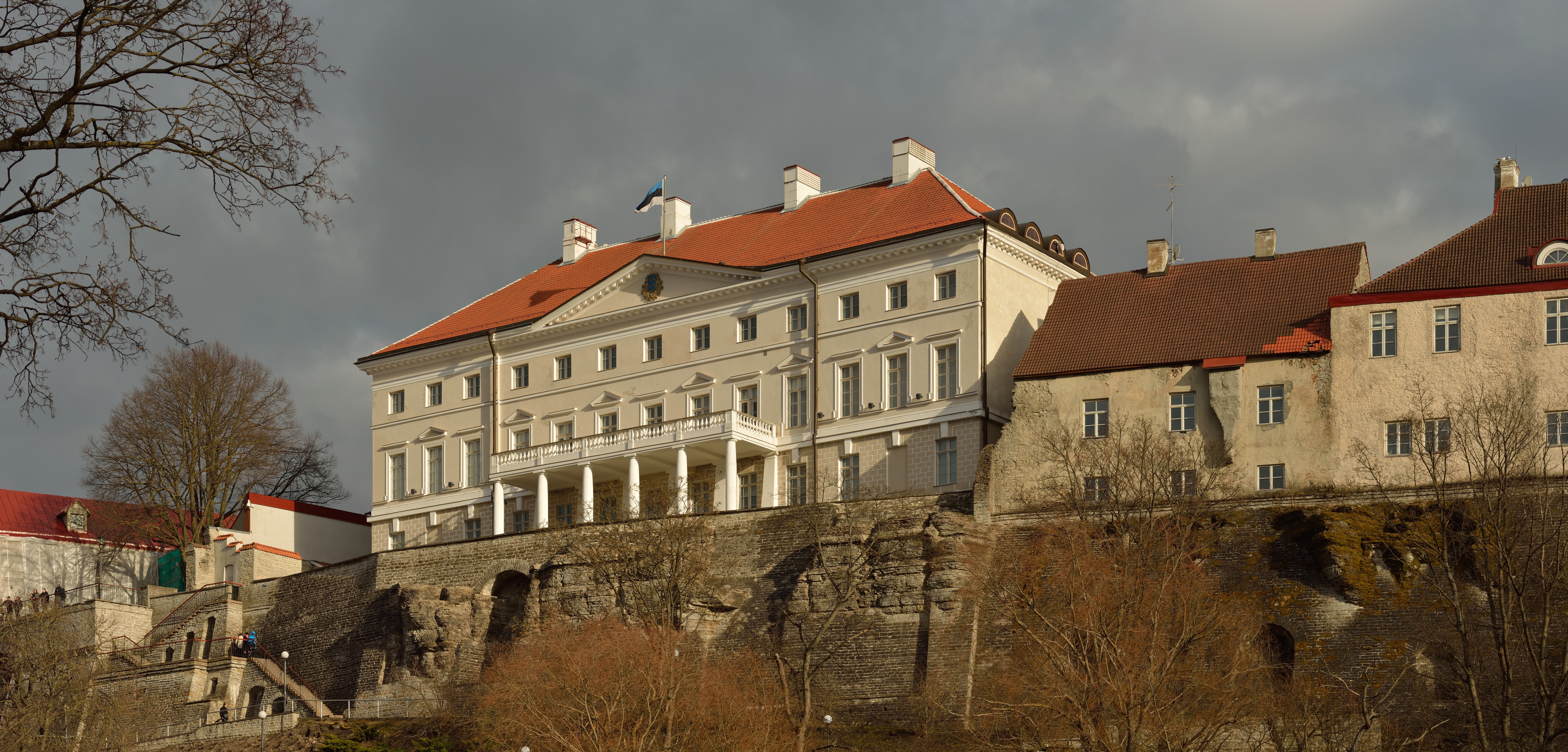
Stenbock House, sede do Governo da Estônia na colina de Toompea, Tallinn.

O Governo da República da Estônia (estoniano: Vabariigi Valitsus) exerce o poder executivo de acordo com a Constituição e as leis da República da Estônia. É também conhecido por gabinete.
O gabinete executa as políticas internas e externas do país, definidas pelo parlamento (Riigikogu); dirige e coordena o trabalho das instituições governamentais e assume total responsabilidade por tudo que acontece dentro da autoridade do poder executivo. O governo, encabeçado pelo primeiro-ministro, representa a liderança política do país e toma decisões em nome de todo o poder executivo.
As seguintes obrigações são atribuídas ao gabinete:
1. executar as políticas internas e externas do Estado;
2. dirigir e coordenar as atividades das agências de governo;
3. administrar a implementação de leis, resoluções do Riigikogu (Parlamento), e legislação do Presidente da República da Estônia;
4. apresenta projetos de leis, e submete tratados internacionais ao Riigikogu para ratificação e denúncia;
5. preparar o plano orçamentário estatal e submetê-lo ao Riigikogu, administrar a implementação do orçamento estatal e apresentar um relatório da implementação do orçamento estatal para o Riigikogu;
6. emitir regulamentos e ordens com base na lei a fim de implementá-las;
7. administrar as relações com outros Estados;
8. executar outros deveres que a Constituição e as leis atribuem ao Governo da República.

## Gabinete atual
O atual gabinete foi aprovado pelo Riigikogu em 7 de abril de 2007.

### Primeiro-ministro
- Juri Ratas, Primeiro-ministro da Estônia

### Ministério da Educação e Pesquisa
- Jevgeni Ossinovski, Ministro da Educação e Pesquisa da Estônia

### Ministério do Interior e dos Interesses Regionais
- Hanno Pevkur, Ministro do Interior e dos Interesses Regionais da Estônia

### Ministério das Relações Exteriores
- Urmas Paet, Ministro das Relações Exteriores da Estônia

### Ministério da Proteção Social
- Helmen Kütt, Ministro da Proteção Social da Estônia

### Ministério das Finanças
- Jürgen Ligi, Ministro das Finanças da Estônia

### Ministério da Agricultura
- Ivari Padar, Ministro da Agricultura da Estônia

### Ministério do Comércio Exterior e Empreendedorismo
- Anne Sulling, Ministro dos Interesses Econômicos e Comunicações da Estônia

### Ministério da Cultura
- Urve Tiidus, Ministro da Cultura da Estônia

### Ministério da Economia e Infra-estrutura
- Urve Palo, Ministro da Economia e Infra-estrutura da Estônia

### Ministério da Defesa
- Sven Mikser, Ministro da Defesa da Estônia

### Ministério da Justiça
- Andres Anvelt, Ministro da Justiça da Estônia

### Ministério da Saúde e do Trabalho
- Urmas Kruuse, Ministro da Saúde e do Trabalho da Estônia

### Ministério do Meio Ambiente
- Keit Pentus, Ministro do Meio Ambiente da Estônia

## Fonte
- «Estônica: Estado: Governo:»